# Oskar Voss

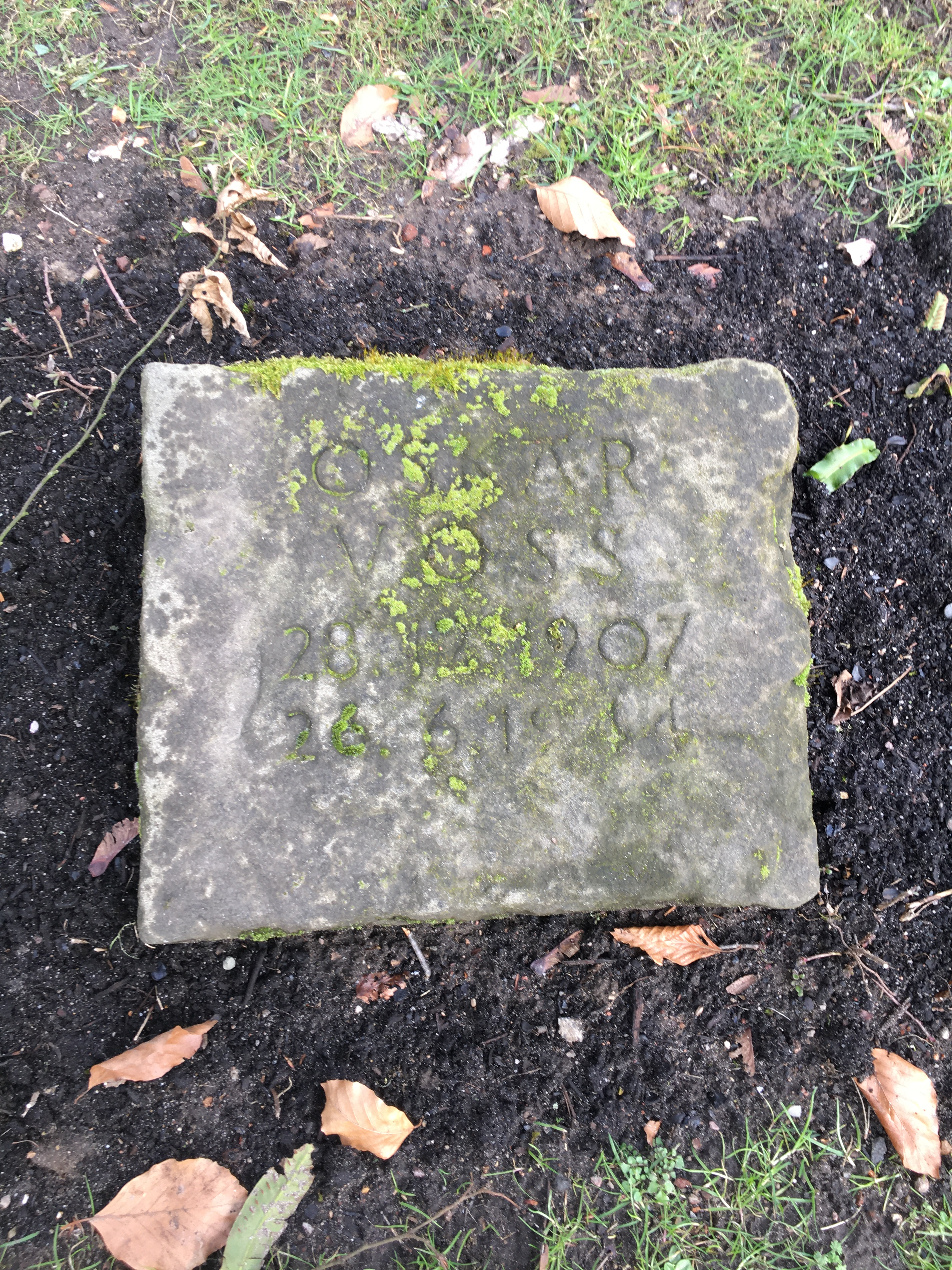
Das Grab von Oskar Voss auf dem Friedhof Ohlsdorf

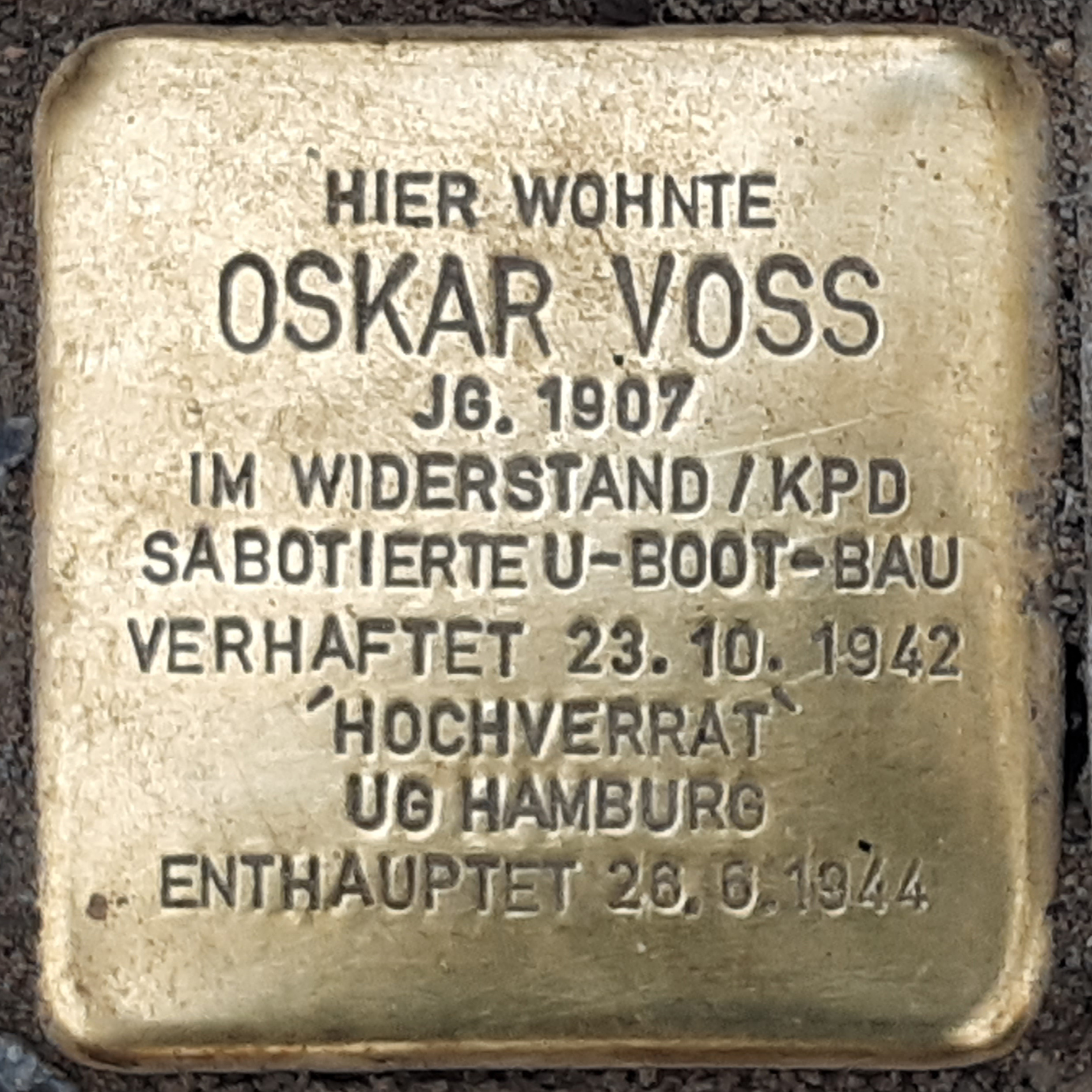
Stolperstein Jakobstraße 17 (Ecke Böhmkenstraße, Hamburg-Neustadt)

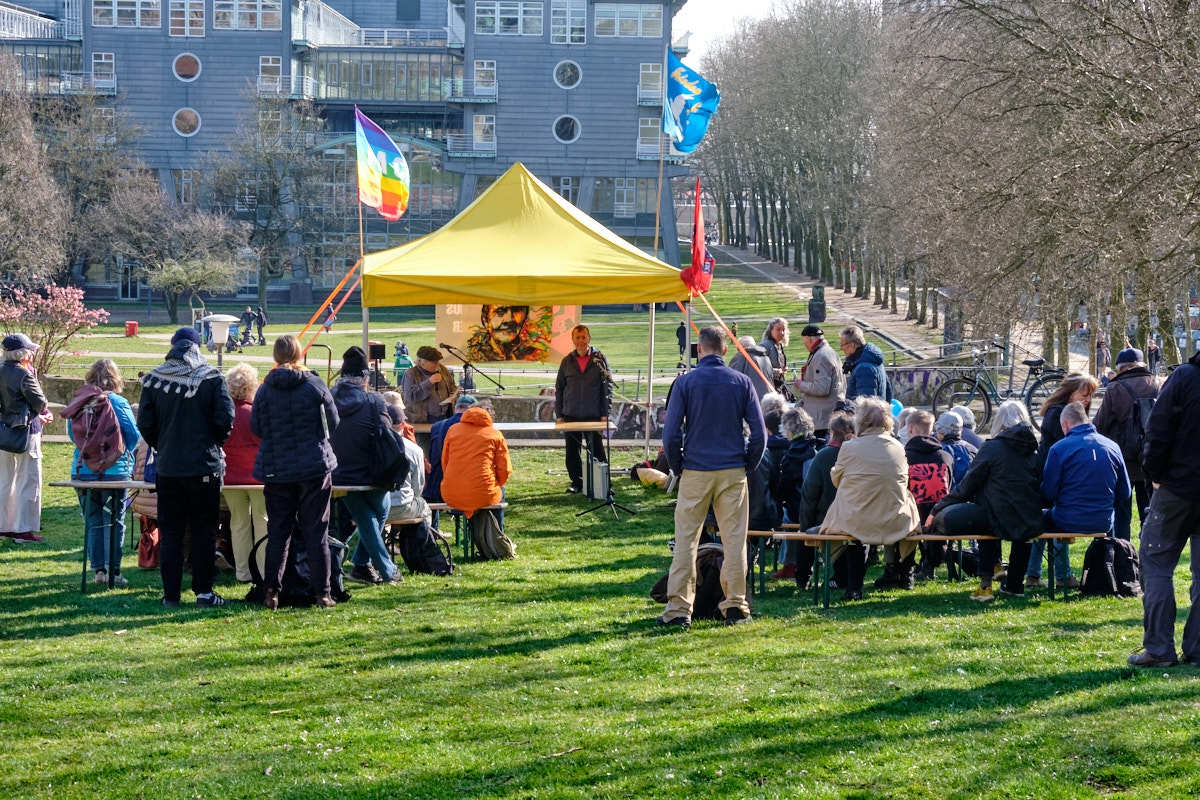
Gedenkfeier für Oskar Voss am 22. März 2025 auf der Michelwiese, Hamburg

Oskar Voss (* 28. Dezember 1907 in Wolgast; † 26. Juni 1944 im Untersuchungsgefängnis Hamburg) war ein deutscher Werftarbeiter und  kommunistischer Widerstandskämpfer gegen den Nationalsozialismus und NS-Opfer.

## Leben
Oskar Voss (Schreibweise auch Voß) entstammte einfachen sozialen Verhältnissen in der vorpommerschen Kleinstadt Wolgast. Sein Vater war der Maschinenbauer Karl Voss, seine Mutter war früh verstorben. Nach dem Besuch der Volksschule in Kiel und in Wilsnack arbeitete er zunächst als Fischerknecht und in Wittenberge als Arbeiter in der Singer-Nähmaschinenfabrik. 1928 ging er nach Hamburg, wo er nach längerer Arbeitslosigkeit in verschiedenen Werften eine Anstellung als Maschinenschlosser fand, ab 1938 bei den Howaldtswerken. Er trat 1931 in den Kommunistischen Jugendverband Deutschlands (KJVD) ein und engagierte sich gegen den aufkommenden Nationalsozialismus. Seit der Bildung der Hamburg Widerstandsgruppe „Bästlein-Jacob-Abshagen“ im Jahr 1941 leitete er den Widerstand der Betriebsgruppe (bestehend aus mehreren 3er Zellen) in der Howaldtswerft. Auch hat er sich als E-Schweißer an konkreten Formen von Sabotage beteiligt, sodass im Jahr 1942 beim Stapellauf ein U-Boot kenterte und nicht ausgeliefert werden konnte. Als die Gestapo die Widerstandsorganisation zu zerschlagen begann, wurde er am 23. Oktober 1942 zusammen mit seinem Genossen Alfons Hartmann verhaftet und in das Polizeigefängnis Fuhlsbüttel eingeliefert. Nach Abschluss der Gestapo-Voruntersuchungen erging am 19. März 1943 der Haftbefehl. Im Juni 1943 zerstörten britische Bombenangriffe Hamburg unter der Bezeichnung Operation Gomorrha, auch die Gestapozentrale war betroffen. Die Generalstaatsanwaltschaft gewährte rund 2000 Häftlingen in Hamburg einen zweimonatigen „Hafturlaub“. Zahlreiche Häftlingen tauchten vor Ablauf des Frist unter - nicht aber Oskar Voss. Er nahm seine Arbeit auf der Werft wieder auf und wurde am 13. Oktober 1943 abermals in das Untersuchungsgefängnis Holstenglacis eingeliefert. Ihm und zahlreichen anderen wurde im Mai 1944 im Strafjustizgebäude am Sievekingplatz vom Zweiten Senat des Volksgerichtshofs unter Volksgerichtsrat Günther Löhmann der Prozess im sogenannten „Hamburger Kommunistenprozess“ gemacht. Am 26. Juni 1944 wurde Oskar Voss im Untersuchungsgefängnis im Holstenglacis mit weiteren vier Widerständlern zwischen 16:02 und 16:13 Uhr mit dem Fallbeil hingerichtet: Hans Köpke, Otto Mende, Ernst Mittelbach und Paul Thürey. Noch am selben Tag wurden im Holstenglacis weitere Mitglieder der Bästlein-Jacob-Abshagen-Gruppe hingerichtet: Erich Heins, Karl Kock, Walter Reber, Wilhelm Stein und Kurt Vorpahl.
Vor dem Untersuchungsgefängnis wurde 2024 ein Stolperstein für Oskar Voss verlegt, ein weiterer 2025 an seiner letzten Wohnadresse Jakobstraße 17 (Ecke Böhmkenstraße) in Hamburg-Neustadt.